# Classe Magenta
La classe Magenta est une classe de cuirassés à coque en fer de la marine française comportant une batterie d'artillerie lourde installée au centre du navire.

## Conception
Cette classe de cuirassés est conçue par Henri Dupuy de Lôme (1816-1885), ingénieur du génie maritime et homme politique français.

Elle possède, en plus de son artillerie lourde, 50 pièces de 30 livres en bordée sur deux ponts. C'est la seule classe de cuirassés de ce type, c'est aussi la première classe à posséder un éperon à la proue.
Les cuirassés de cette classe bénéficient encore de la double propulsion, moteur et voile. C'est un gréement de trois-mâts barque pouvant développer une voilure de 1 709 m2 .

## Les unités de la classe
| Nom       | Lancement    | Armement       | Chantier naval     | Fin de carrière  | Photo |
| --------- | ------------ | -------------- | ------------------ | ---------------- | ----- |
| Magenta   | 22 juin 1861 | 2 janvier 1862 | Arsenal Brest      | 31 octobre 1875  |       |
| Solférino | 24 juin 1861 | 25 août 1861   | Arsenal de Lorient | 1er janvier 1882 |       |